# 湯川酒造店
株式会社湯川酒造店（ゆかわしゅぞうてん）は、長野県木曽郡木祖村の蔵元である。杜氏は、小谷杜氏の鷲沢捨男が務める。
江戸初期からの酒造りの伝統を守る。ブランド名は「木曽路」である。

## 沿革
- 1650年（慶安3年） - 創業。

## 主要製品

### 清酒
- 木曽路
- 杜氏が稲から育てた米の酒
- 流水香し
- 十六代九郎右衛門
- 燦水木